# Andrea Cioffi
Andrea Cioffi (Massa, 4 febbraio 1962) è un politico italiano.

## Biografia
Nato a Massa, è cresciuto a Salerno. Nel 1990 si laurea in Ingegneria civile edile alla Sapienza - Università di Roma e dal 1992 pratica la libera professione di ingegnere nei settori idraulico ed energetico. Dal 1998 al 2002 è consigliere dell'Ordine degli ingegneri di Salerno.
È stato volontario di Emergency per la costruzione di un ospedale in Afghanistan e un centro di cardiochirurgia in Sudan.

### Attività politica

#### Candidatura a sindaco di Salerno
Alle elezioni comunali di Salerno del 2011, si candida a Sindaco della città, classificandosi come quinto candidato più votato con 928 voti di lista corrispondente all'1,8%; non viene eletto in consiglio comunale.

#### Elezione a senatore
Alle elezioni politiche del 2013 viene eletto al Senato della Repubblica, nelle liste del Movimento 5 Stelle nella circoscrizione Campania.
Alle elezioni del 2018 viene rieletto senatore nel collegio uninominale di Salerno, sostenuto dal Movimento 5 Stelle.
Il 13 giugno 2018 viene nominato sottosegretario di Stato al Ministero dello Sviluppo Economico, nel Governo Conte I di 5 Stelle e Lega.